# Jakob Kalt
Jakob Kalt (* um 1506 in Konstanz; † 19. Februar 1553 in Speyer) war ein deutscher Rechtsprofessor und zweimaliger Dekan der Juristenfakultät an der Universität Tübingen. Nach seiner Lehrtätigkeit in Tübingen trat er als Syndikus in den Dienst des Domkapitels in Speyer und wurde danach auch Advokat am Reichskammergericht. Er war Doktor des kirchlichen und weltlichen Rechts (Doktor beider Rechte).

## Leben
Jakob Kalt stammte aus Konstanz und besuchte dort wohl die angesehene Lateinschule, bevor er im Wintersemester 1519/1520 seine Studien an der Artistenfakultät Basel begann. Im Wintersemester 1521/1522 wechselte er an die Universität Tübingen, wo er am 12. Dezember 1522 bei den Artisten den Magistergrad erwarb und sich anschließend dem Studium der Rechtswissenschaft zuwandte. Nachdem er im Wintersemester 1527/1528 noch zum Dekan der Tübinger Artistenfakultät gewählt worden war, erhielt er, inzwischen zum Doktor beider Rechte promoviert, am 14. Dezember 1529 in der Nachfolge des Rechtsprofessors Peter Neser an der Tübinger Juristenfakultät eine Professur für die Institutionen mit einem Jahresgehalt von 30 Gulden und einer Zulage von 10 Gulden. Im Bedarfsfall hatte er außerdem den Lehrstuhl von Peter Neser in dessen neuem Lehramt als Extraordinarius für Kirchenrecht zu vertreten. Freie Tage wurden ihm nicht gewährt, jedoch erhöhte sich sein Jahresgehalt bei den Verlängerungen von 1530 und 1531 auf 50 bzw. 60 Gulden.
In den Wintersemestern 1533/1534 und 1535/1536 wählte ihn die Juristenfakultät zu ihrem Dekan, daneben ist er im Dienst der württembergischen Regierung als Hofgerichtsassessor nachgewiesen. Nach dem Tod des Tübinger Rechtsprofessors Johannes Kingsattler wurde ihm am 27. Juli 1534 auf ein Jahr der Lehrstuhl für die sogenannten neuen Rechte im Kirchenrecht übertragen, mit einem Jahresgehalt von 70 Gulden und dem Anrecht auf 20 freie Tage. Im Gegenzug machte er seinen bisherigen Lehrstuhl für die Institutionen Anfang September 1534 für den Doktor beider Rechte Joachim Kegel frei. Sein Erwerb von zwei „augn spiegell“ aus Kingsattlers Hinterlassenschaft zeugt von der visuellen Belastung in seiner Gelehrtenstube.
Auf Grund der allgemeinen Durchsetzung der Reformation an der Tübinger Juristenfakultät verließ Jakob Kalt nach dem Wintersemester 1535/1536 Tübingen und wechselte in den katholischen Kirchendienst nach Speyer. Herzog Ulrich von Württemberg hatte nach der Rückeroberung seines Landes 1534 der Tübinger Universität am 30. Januar 1535 zuvor mitgeteilt, dass es künftig nur noch einen einzigen Lehrstuhl für Kirchenrecht geben sollte, und für diesen war bereits der Doktor beider Rechte Bartholomäus Amantius angestellt worden.
Am 9. Mai 1536 wählte das Domkapitel in Speyer Jakob Kalt zu ihrem Syndikus, und er wurde am folgenden 13. Juni vom Domdekan für dieses Amt vereidigt. Außerdem wurde er am 19. Februar 1539 als Advokat am Reichskammergericht zugelassen. Beide Funktionen behielt er bis zu seinem Tod am 19. Februar 1553. Seine letzte Ruhestätte fand er im Kreuzgang des Speyerer Doms. Er war verheiratet und hatte mindestens zwei Kinder, eine Tochter Fortuna und einen Sohn Walter.